# Schriftliche Multiplikation
Schriftliche Multiplikation ist ein schriftliches Rechenverfahren (Algorithmus), mithilfe dessen eine Multiplikation zweier mehrstelliger Zahlen ausgeführt werden kann. Im Folgenden wird das Verfahren für natürliche Zahlen beschrieben. Die Erweiterung auf rationale Zahlen mit endlicher Anzahl an Dezimalstellen erfolgt anschließend.

## Verfahren
Das allgemein übliche Verfahren besteht darin, die Multiplikation von zwei mehrstelligen Zahlen durch eine Reihe von einfacheren Rechenschritten zu ersetzen. Dazu wird eine der beiden Zahlen so in eine Summe zerlegt, dass jeder Summand höchstens eine Ziffer hat, die ungleich 0 ist. Jeder dieser Summanden wird anschließend einzeln mit der anderen Zahl multipliziert. Schließlich werden alle dabei entstehenden Teilergebnisse addiert.
Bei der Zerlegung in eine Summe entstehen Zahlen, die mit vielen Nullen aufhören. Um Schreibarbeit zu sparen, werden diese Nullen üblicherweise nicht mitgeschrieben, sondern ergeben sich durch die Position, an der die Zahlen während der Rechnung aufgeschrieben werden.
In etwas formalerer Schreibweise lässt sich dieser Algorithmus so formulieren:
Eingaben:
- Zwei natürliche Zahlen in Ziffernschreibweise

Ablauf:
1. Zerlege eine der Zahlen in ihre Ziffern.
2. Für jede dieser Ziffern:
  1. Berechne das Produkt aus dieser Ziffer und der anderen Zahl.
  2. Ergänze das Produkt um Nullen, abhängig von der Position der Ziffer. Die letzte Ziffer bekommt keine Null, jede Ziffer weiter vorne eine Null mehr.
3. Addiere alle Teilergebnisse aus Schritt 2, die Summe ist das Endergebnis.

Ausgabe:
- Das Endergebnis ist das Produkt der beiden Eingaben, in derselben Ziffernschreibweise wie die Eingaben.

Anmerkungen:
- Dieses Verfahren funktioniert sowohl im Dezimalsystem mit den Ziffern 0 bis 9 als auch in jedem anderen Stellenwertsystem.
- Wenn die Teilmultiplikation in Schritt 2 zu kompliziert erscheint, kann dafür die schriftliche Multiplikation erneut ausgeführt werden, indem die andere Zahl in Ziffern zerlegt wird. Die Schritte dieser Teilmultiplikationen sind dann so einfach, dass sie in einer Tabelle des kleinen Einmaleins nachgeschaut werden können.
- Die Reihenfolge, in der die Zwischenergebnisse berechnet werden, hat keine Auswirkung auf das Endergebnis. Daher ist es egal, ob die erste Ziffer zuerst multipliziert wird oder die letzte Ziffer oder in beliebiger Reihenfolge.

## Beispiel
Die Zahl 9731 kann man in die Summe {\displaystyle 9000+700+30+1} zerlegen.
Das Produkt {\displaystyle 8642\cdot 9731} kann man daher in diese Teilprodukte zerlegen:
{\displaystyle {\phantom {{}+{}}}8642\cdot 9000}
{\displaystyle {}+8642\cdot {\phantom {0}}700}
{\displaystyle {}+8642\cdot {\phantom {00}}30}
{\displaystyle {}+8642\cdot {\phantom {000}}1}
Die Summe dieser Teilprodukte ergibt das Gesamtprodukt.
Die Nullen, die beim Zerlegen hinzugefügt werden, muss man nicht unbedingt alle aufschreiben, dann muss man jedoch aufpassen, dass alle Zahlen trotzdem an die richtige Position geschrieben werden. Das passiert üblicherweise, indem man Karopapier verwendet. Zur Erläuterung sind diese Nullen in den Grafiken rot dargestellt.
Unter Verwendung des kleinen Einmaleins und Addition erhält man für die Zeilen:
Das ganze Schema mit verkürzter Notation der Zeilen ist dann:
Damit ist die Multiplikation vollständig durchgeführt.

## Dezimalstellen und Vorzeichen
Hat mindestens ein Faktor Nachkommastellen, so wird die Multiplikation zunächst so durchgeführt, als ob es ganze Zahlen wären. Danach muss man ein Komma so setzen, dass die Anzahl der Nachkommastellen des Ergebnisses gleich der Summe der Anzahl an Nachkommastellen der Faktoren ist.
Hat mindestens ein Faktor ein negatives Vorzeichen, so multipliziert man zuerst die Beträge und bestimmt danach das Vorzeichen mit Hilfe der Vorzeichenregeln.

## Mathematischer Hintergrund
Eine natürliche {\displaystyle n}-stellige Dezimalzahl {\displaystyle a} mit der Ziffernfolge
{\displaystyle a_{n-1}a_{n-2}\dotsb a_{1}a_{0}}
lässt sich als Summe einstelliger Vielfacher von Zehnerpotenzen darstellen:
{\displaystyle a_{n-1}a_{n-2}\dotsb a_{1}a_{0}=a_{n-1}\cdot 10^{n-1}+a_{n-2}\cdot 10^{n-2}+\dotsb +a_{1}\cdot 10^{1}+a_{0}\cdot 10^{0}}
{\displaystyle a=\sum _{i=0}^{n-1}a_{i}\cdot 10^{i}}
Die Multiplikation einer {\displaystyle n}-stelligen Zahl {\displaystyle a} mit einer {\displaystyle m}-stelligen Zahl {\displaystyle b} entspricht also der Multiplikation
{\displaystyle (a_{n-1}\cdot 10^{n-1}+a_{n-2}\cdot 10^{n-2}+\dotsb +a_{1}\cdot 10^{1}+a_{0}\cdot 10^{0})\cdot (b_{m-1}\cdot 10^{m-1}+b_{m-2}\cdot 10^{m-2}+\dotsb +b_{1}\cdot 10^{1}+b_{0}\cdot 10^{0})}
{\displaystyle a\cdot b=\left(\sum _{i=0}^{n-1}a_{i}\cdot 10^{i}\right)\cdot \left(\sum _{j=0}^{m-1}b_{j}\cdot 10^{j}\right)}
Fasst man die Produkte der Ziffern mit ihrem Stellenwert als Elemente zweier Vektoren auf, so kann man die Multiplikation als Summe der Elemente des dyadischen Produkts der Vektoren zu einer Matrix auffassen:
{\displaystyle {\begin{pmatrix}a_{n-1}\cdot 10^{n-1}\\a_{n-2}\cdot 10^{n-2}\\\vdots \\a_{1}\cdot 10^{1}\\a_{0}\cdot 10^{0}\end{pmatrix}}\otimes {\begin{pmatrix}b_{m-1}\cdot 10^{m-1}\\b_{m-2}\cdot 10^{m-2}\\\vdots \\b_{1}\cdot 10^{1}\\b_{0}\cdot 10^{0}\end{pmatrix}}={\begin{pmatrix}{a_{n-1}b_{m-1}\cdot 10^{n+m-2}}&{a_{n-1}b_{m-2}\cdot 10^{n+m-3}}&\dotsb &{a_{n-1}b_{1}\cdot 10^{n}}&{a_{n-1}b_{0}\cdot 10^{n-1}}\\a_{n-2}b_{m-1}\cdot 10^{n+m-3}&a_{n-2}b_{m-2}\cdot 10^{n+m-4}&\dotsb &a_{n-2}b_{1}\cdot 10^{n-1}&a_{n-2}b_{0}\cdot 10^{n-2}\\\vdots &\vdots &\dotsb &\vdots &\vdots \\a_{1}b_{m-1}\cdot 10^{m}&a_{1}b_{m-2}\cdot 10^{m-1}&\dotsb &a_{1}b_{1}\cdot 10^{2}&a_{1}b_{0}\cdot 10^{1}\\a_{0}b_{m-1}\cdot 10^{m-1}&a_{0}b_{m-2}\cdot 10^{m-2}&\dotsb &a_{0}b_{1}\cdot 10^{1}&a_{0}b_{0}\cdot 10^{0}\end{pmatrix}}}
Beim o. g. Verfahren werden alle Matrixelemente errechnet und dabei auch spaltenweise addiert. Diese Spaltensummen werden notiert und dann schriftlich addiert, sodass man das Gesamtergebnis erhält.
Die Ergebnisse der Spalten sind:
{\displaystyle (a_{n-1}\cdot 10^{n-1}+a_{n-2}\cdot 10^{n-2}+\dotsb +a_{1}\cdot 10^{1}+a_{0}\cdot 10^{0})\cdot (b_{m-1}\cdot 10^{m-1})}
{\displaystyle (a_{n-1}\cdot 10^{n-1}+a_{n-2}\cdot 10^{n-2}+\dotsb +a_{1}\cdot 10^{1}+a_{0}\cdot 10^{0})\cdot (b_{m-2}\cdot 10^{m-2})}
{\displaystyle \dotsb }
{\displaystyle (a_{n-1}\cdot 10^{n-1}+a_{n-2}\cdot 10^{n-2}+\dotsb +a_{1}\cdot 10^{1}+a_{0}\cdot 10^{0})\cdot (b_{1}\cdot 10^{1})}
{\displaystyle (a_{n-1}\cdot 10^{n-1}+a_{n-2}\cdot 10^{n-2}+\dotsb +a_{1}\cdot 10^{1}+a_{0}\cdot 10^{0})\cdot (b_{0}\cdot 10^{0})}